# Sprawa kairska 52

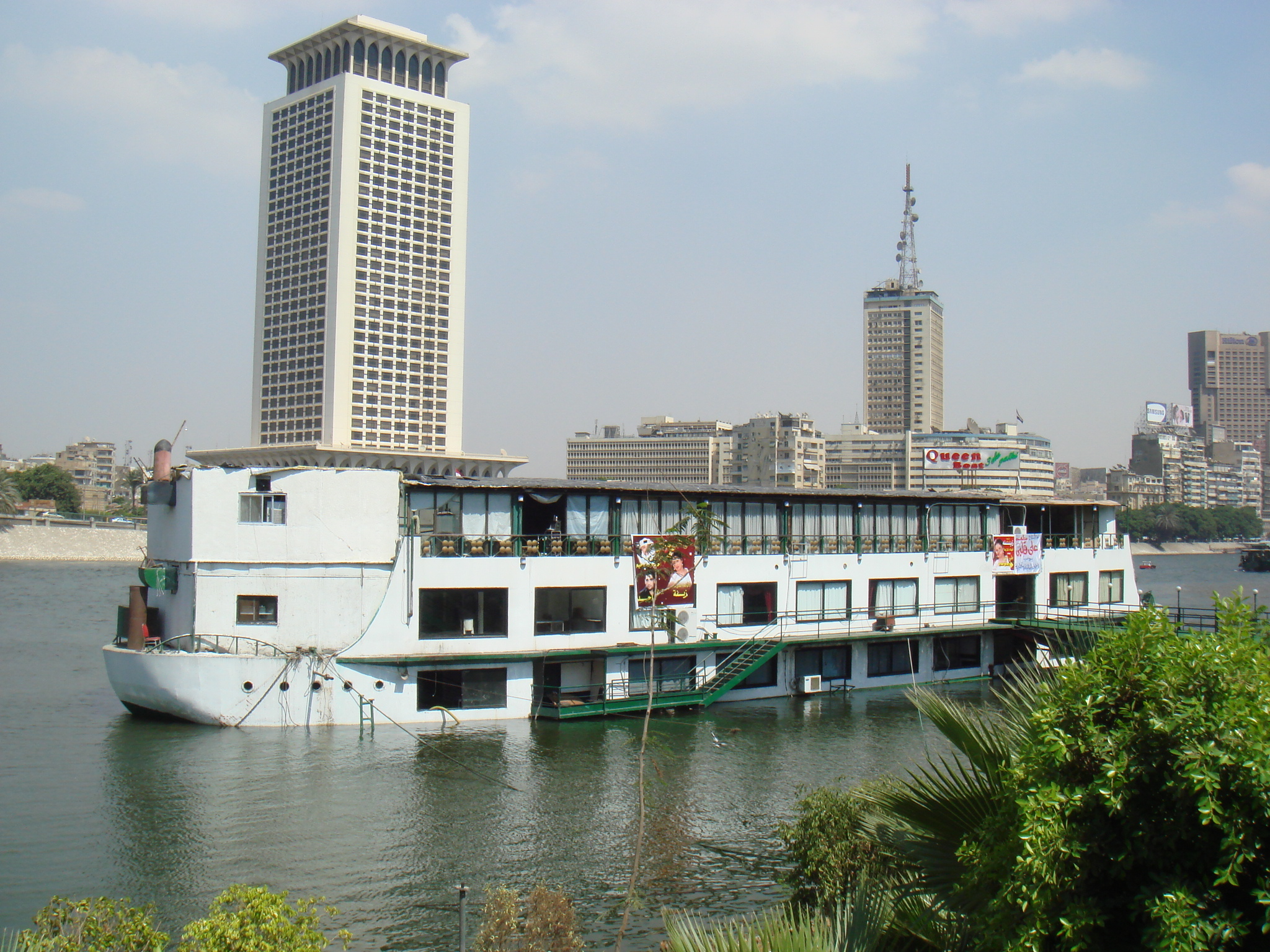
Queen Boat

Sprawa kairska 52 lub Cairo 52 – terminem tym określa się sprawę pięćdziesięciu dwóch mężczyzn aresztowanych 11 maja 2001 roku w Kairze na pokładzie pływającego nocnego klubu gejowskiego o nazwie "Queen Boat", zacumowanego przy brzegu Nilu.

## Zarzuty
Pięćdziesięciu spośród aresztowanych postawiono zarzut recydywy w rozpuście i "nieprzyzwoitego zachowania" z art. 9c ustawy nr 10 z 1961 roku o zwalczaniu prostytucji. Pozostałych dwóch usłyszało zarzut "obrazy religii" z art. 98f prawa karnego. Wszyscy mężczyźni wnosili o uniewinnienie.

## Traktowanie aresztowanych
Według International Gay and Lesbian Human Rights Commission (IGLHRC), mężczyźni byli bici i poddawani badaniom medycznym w celu "udowodnienia ich homoseksualizmu". Wszyscy przetrzymywani byli przez 22 godziny na dobę w dwóch ciasnych celach bez łóżek.

## Procesy sądowe
Proces "Cairo 52" toczył się przez pięć miesięcy, a oskarżeni byli szkalowani przez egipskie media, które drukowały ich pełne nazwiska i adresy oraz piętnowały jako zdrajców narodu. Procesy były potępiane przez międzynarodowe organizacje broniące praw człowieka, amerykańskich kongresmenów i ONZ. Obrońcy argumentowali, że proces powinien zostać unieważniony z powodu bezprawnego aresztowania, niewłaściwych procedur aresztowania, sfałszowanych dowodów i policyjnego zastraszania.
14 listopada 2001 roku 21 mężczyzn zostało skazanych za "notoryczne praktykowanie rozpusty", jeden za "obrazę religii", a pozostali, uznani za "prowodyrów", na podstawie obu oskarżeń otrzymali najcięższe wyroki pięciu lat ciężkich robót. Pięćdziesiąty trzeci zatrzymany uczestnik zdarzeń, nastolatek, został osądzony przez sąd dla nieletnich i skazany na maksymalną karę trzech lat pozbawienia wolności w zawieszeniu na trzy lata.
W maju 2002 roku skazani zostali zwolnieni podczas procesu odwoławczego. Zarówno orzeczenia winy jak i uniewinnienia zostały obalone pod presją międzynarodowego skandalu. W czerwcu 2002 roku pięćdziesięciu mężczyzn rozpoczęło rozprawę odwoławczą (pozostałych dwóch zostało skazanych za obrazę religii i ich wyroki zostały utrzymane). Pierwsza rozprawa odwoławcza przed Sądem do Spraw Wykroczeń Qasr-al-Nil w Kairze i pod przewodnictwem sędziego Abdela Karima, tego samego, który prowadził przewodniczył w pierwszej rozprawie, trwająca zaledwie 15 minut, zakończyła się, gdyż sędzia wycofał się z rozpatrywania sprawy. Proces został odroczony do września. Cała sprawa odwoławcza zakończyła się w marcu 2003 roku. Dwudziestu jeden mężczyzn otrzymało trzyletnie wyroki pozbawienia wolności, a dwudziestu dziewięciu uniewinniono.

## Filmy
Sprawa Cairo 52 została przedstawiona w dokumentalnym filmie wytwórni After Stonewall Productions, pt. Niebezpieczne życie. Coming out w rozwijającym się świecie (Dangerous Living: Coming Out in the Developing World). Jeden spośród 52 wystąpił w filmie Parveza Sharmy pt. A Jihad for Love.